# KSK Meeuwen
KSK Meeuwen is een Belgische voetbalclub uit Meeuwen. De club is aangesloten bij de KBVB met stamnummer 6240 en geel en zwart als kleuren. Meeuwen speelt in de provinciale reeksen. Naast een eerste elftal en reserve-elftal, treedt de club met nog een 20-tal jeugdploegen in competitie.

## Geschiedenis
De club sloot zich in 1959 aan bij de Belgische Voetbalbond. SK Meeuwen bleef er de volgende jaren in de provinciale reeksen spelen. Meeuwen bereikte meermaals de hoogste provinciale reeks.

## Resultaten
| Seizoen | Klasse | Klasse | Klasse | Klasse | Klasse | Klasse | Klasse | Klasse | Klasse | Reeks                                                    | Punten                                                   | Opmerkingen                                              |
|         | I      | I      | II     | III    | IV     | P.I    | P.II   | P.III  | P.IV   |                                                          |                                                          |                                                          |
| ------- | ------ | ------ | ------ | ------ | ------ | ------ | ------ | ------ | ------ | -------------------------------------------------------- | -------------------------------------------------------- | -------------------------------------------------------- |
| 2004/05 |        |        |        |        |        | 4      |        |        |        | Eerste prov. Lim.                                        | 52                                                       |                                                          |
| 2005/06 |        |        |        |        |        | 7      |        |        |        | Eerste prov. Lim.                                        | 50                                                       |                                                          |
| 2006/07 |        |        |        |        |        | 15     |        |        |        | Eerste prov. Lim.                                        | 26                                                       |                                                          |
| 2007/08 |        |        |        |        |        |        | 3      |        |        | Tweede prov. Lim. A                                      | 54                                                       |                                                          |
| 2008/09 |        |        |        |        |        |        | 1      |        |        | Tweede prov. Lim. A                                      | 80                                                       | Kampioen                                                 |
| 2009/10 |        |        |        |        |        | 8      |        |        |        | Eerste prov. Lim.                                        | 43                                                       |                                                          |
| 2010/11 |        |        |        |        |        | 12     |        |        |        | Eerste prov. Lim.                                        | 31                                                       |                                                          |
| 2011/12 |        |        |        |        |        | 15     |        |        |        | Eerste prov. Lim.                                        | 14                                                       | Degradatie                                               |
| 2012/13 |        |        |        |        |        |        | 9      |        |        | Tweede prov. Lim. A                                      | 40                                                       |                                                          |
| 2013/14 |        |        |        |        |        |        | 6      |        |        | Tweede prov. Lim. A                                      | 46                                                       |                                                          |
| 2014/15 |        |        |        |        |        |        | 4      |        |        | Tweede prov. Lim. A                                      | 51                                                       |                                                          |
| 2015/16 |        |        |        |        |        |        | 2      |        |        | Tweede prov. Lim. A                                      | 60                                                       | Verloren in eindronde                                    |
|         | 1A     | 1B     | 1Am    | 2Am    | 3Am    | P.I    | P.II   | P.III  | P.IV   | Vanaf 2016-17 zijn er 3 nationale en 2 regionale niveaus | Vanaf 2016-17 zijn er 3 nationale en 2 regionale niveaus | Vanaf 2016-17 zijn er 3 nationale en 2 regionale niveaus |
| 2016/17 |        |        |        |        |        |        | 11     |        |        | Tweede prov. Lim. A                                      | 35                                                       |                                                          |
| 2017/18 |        |        |        |        |        |        | 4      |        |        | Tweede prov. Lim. A                                      | 54                                                       | Verloren in eindronde                                    |
| 2018/19 |        |        |        |        |        |        | 1      |        |        | Tweede prov. Lim. A                                      | 63                                                       | Kampioen                                                 |
| 2019/20 |        |        |        |        |        | 14     |        |        |        | Eerste prov. Lim.                                        | 22                                                       | Degradatie, seizoen vroegtijdig stopgezet door Covid-19  |
| 2020/21 |        |        |        |        |        |        | -      |        |        | Tweede prov. Lim. A                                      | -                                                        | Geschrapt wegens de Coronacrisis.                        |
| 2021/22 |        |        |        |        |        |        | 1      |        |        | Tweede prov. Lim. B                                      | 76                                                       | Kampioen                                                 |
| 2022/23 |        |        |        |        |        | 13     |        |        |        | Eerste prov. Lim.                                        | 32                                                       |                                                          |
| 2023/24 |        |        |        |        |        | 15     |        |        |        | Eerste prov. Lim.                                        | 21                                                       | Degradatie                                               |
| 2024/25 |        |        |        |        |        |        | 9      |        |        | Tweede prov. Lim. B                                      | 41                                                       |                                                          |
| 2025/26 |        |        |        |        |        |        |        |        |        | Tweede Prov. Lim. B                                      |                                                          |                                                          |